# Lagoa Bonita do Sul
Lagoa Bonita do Sul es un municipio brasileño del estado de Rio Grande do Sul. Se sitúa en la región del Valle del Río Pardo a 596 metros sobre el nivel del mar. Su clima es subtropical.
Su población estimada en 2004 era de 2.529 habitantes.
Se encuentra a 225 km de Porto Alegre a través de las carreteras BR-481, RS-347 y RS-400.
Lagoa Bonita do Sul se emancipó de Sobradinho en 1996.